# Zaqatala
Zaqatala (azerbajdzjanska: Zaqatala) är en stad i nordvästra Azerbajdzjan, nära gränsen mot Georgien. Staden har 31 300 invånare (2010) och ligger nordväst om Şəki (Sjäki) utmed floden Tala. Staden är centralort i Zaqatala rajon. Kommunen består av Zaqatala och den mindre orten Qazangül.

## Klimat
|                                            | Jan | Feb | Mar | Apr | Maj | Jun | Jul | Aug | Sep | Okt | Nov | Dec |
| ------------------------------------------ | --- | --- | --- | --- | --- | --- | --- | --- | --- | --- | --- | --- |
| Normaldygnets maximitemperaturs medelvärde | 6   | 7   | 11  | 17  | 23  | 27  | 29  | 30  | 24  | 19  | 12  | 7   |
| Normaldygnets minimitemperaturs medelvärde | −2  | −1  | 2   | 7   | 12  | 16  | 19  | 19  | 13  | 9   | 4   | 0   |
|                                            |     |     |     |     |     |     |     |     |     |     |     |     |
| Nederbörd                                  | 3   | 4   | 7   | 12  | 11  | 11  | 7   | 4   | 11  | 8   | 5   | 3   |

| Diagram | temperaturer i °C • månadsnederbörd i mm • Källa: Weatherbase | temperaturer i °C • månadsnederbörd i mm • Källa: Weatherbase | temperaturer i °C • månadsnederbörd i mm • Källa: Weatherbase | temperaturer i °C • månadsnederbörd i mm • Källa: Weatherbase | temperaturer i °C • månadsnederbörd i mm • Källa: Weatherbase | temperaturer i °C • månadsnederbörd i mm • Källa: Weatherbase | temperaturer i °C • månadsnederbörd i mm • Källa: Weatherbase | temperaturer i °C • månadsnederbörd i mm • Källa: Weatherbase | temperaturer i °C • månadsnederbörd i mm • Källa: Weatherbase | temperaturer i °C • månadsnederbörd i mm • Källa: Weatherbase | temperaturer i °C • månadsnederbörd i mm • Källa: Weatherbase | temperaturer i °C • månadsnederbörd i mm • Källa: Weatherbase |
|         | 3 6 -2                                                        | 4 7 -1                                                        | 7 11 2                                                        | 12 17 7                                                       | 11 23 12                                                      | 11 27 16                                                      | 7 29 19                                                       | 4 30 19                                                       | 11 24 13                                                      | 8 19 9                                                        | 5 12 4                                                        | 3 7 0                                                         |

## Historia

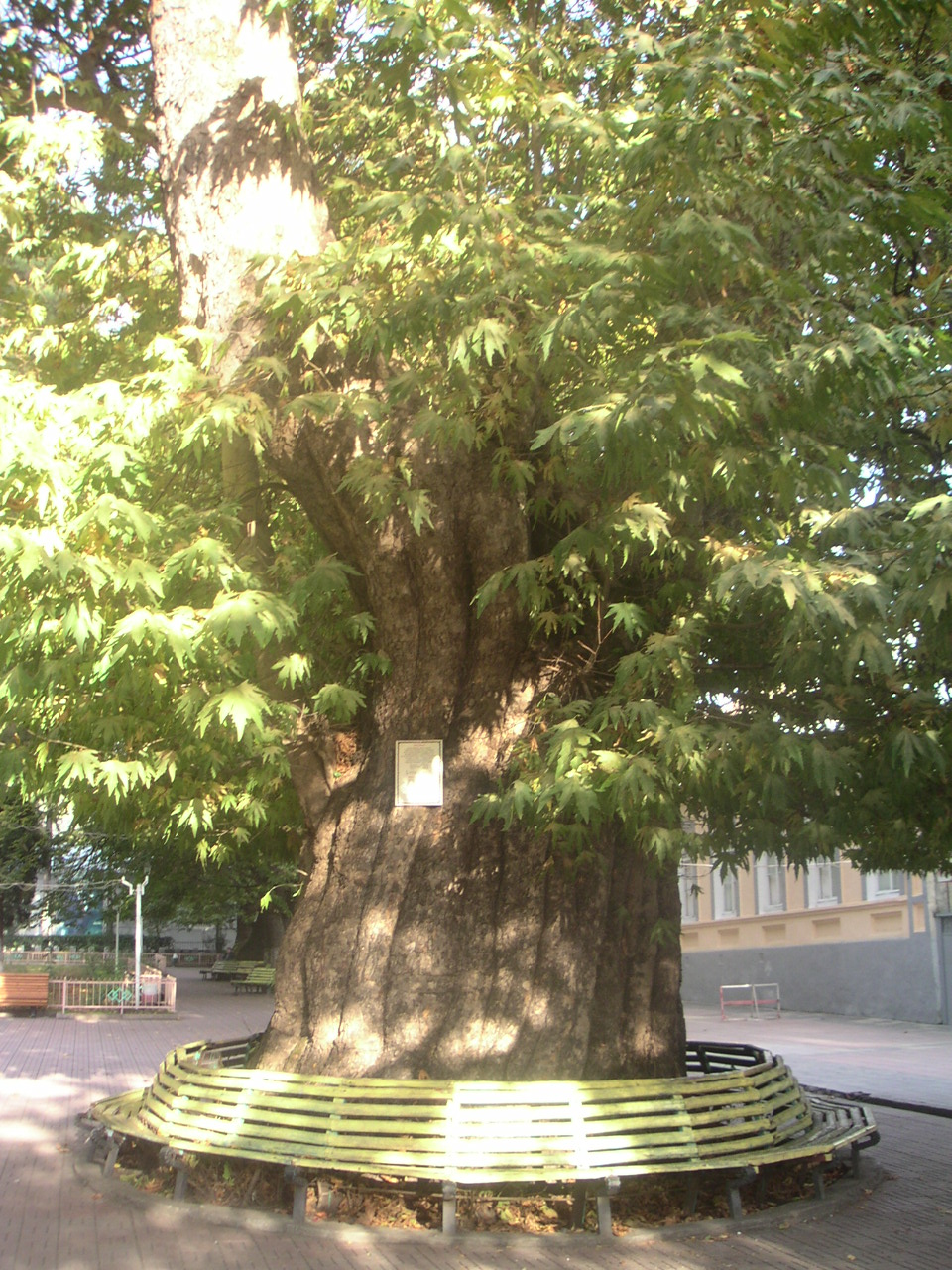
Ett av de 700 år gamla träden i centrala Zaqatala.

Zaqatala har flera historiskt betydelsefulla landmärken, de flesta belägna i stadens centrum. Stadens torg, tidigare kallat Lenintorget, är utsmyckat med 700 år gamla träd.
Stadens största historiska byggnad är ruinerna av den fästning som byggdes i staden på 1830-talet av de ockuperande ryska styrkorna under det kaukasiska kriget för att försvara staden mot rebeller. På 1850-talet var staden plats för strider mellan ryssar och den dagistanske ledaren Imam Sjamil. Mellan 1860 och 1917 var Zaqatala centrum för Zakatala okrug under guvernementet Tiflis. Den var också en del av den Transkaukasiska demokratiska federativa republiken mellan 1917 och 1918 och den Demokratiska republiken Georgien mellan 1918 och 1921 innan staden blev azerbajdzjansk i mars 1922. 
Under 1900-talet blev staden och dess fästning mer känt genom att fästningen användes som ett fängelse åt besättningen på pansarkryssaren Potemkin. Nära fästningen står idag en staty i Hejdar Alijevparken tillägnad myteristerna från pansarkryssaren. Norr om stadens torg ligger en idag övergiven georgisk kyrka som ett minne av tiden som en georgisk stad. Staden har idag även en större moské.

## Staden
Staden nås via vägen A315, som går från Mingäçevir via Zaqatala vidare mot Lagodechi i Georgien. Norr om staden ligger ett naturreservat. Kaukasus bidrar med naturligt skydd mot nordliga vindar. 
Utanför staden ligger Zaqatalas internationella flygplats, som trafikeras av Azerbaijan Airlines.

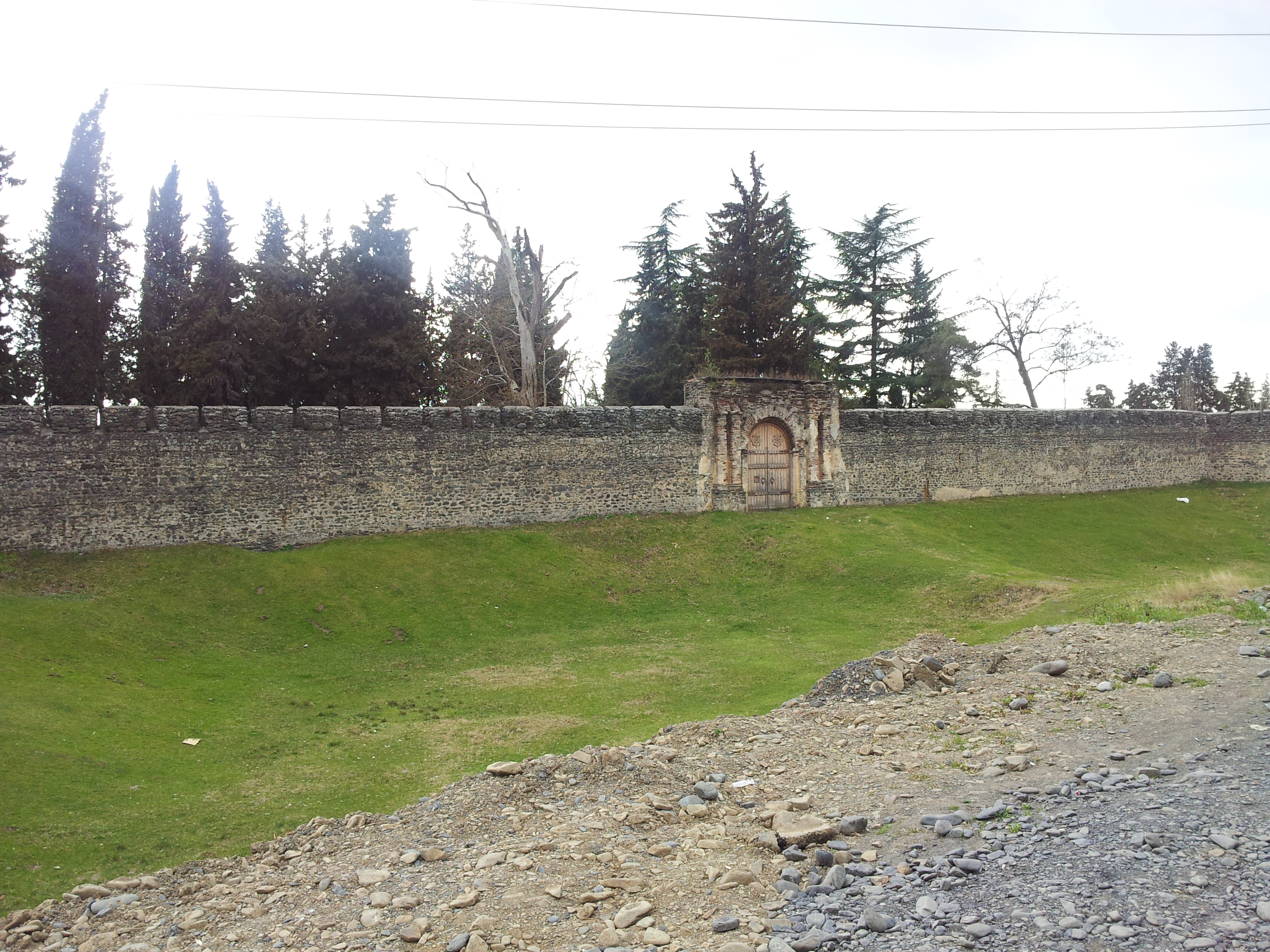
Zagatalas fästning

## Demografi
I Zaqatala och Zaqatala rajon består majoritetsbefolkningen av azerbajdzjaner och därutöver avarer, lezginer och tsachurer. Som i övriga delar av landet är azerbajdzjaner majoritetsbefolkning, och likt på de flesta håll i landet är den största minoriteten Dagestanska folkgrupper, där avarer tsachurer och lezginer ingår.